# فيسيجاي
فيسيجاي (بالإنجليزية: Veisiejai) هي منطقة سكنية تقع في ليتوانيا في Lazdijai district municipality. يقدر عدد سكانها بـ 1,637 نسمة .